# Головинский, Гай Петрович
Гай Петрович Головинский (1926—1945) — младший сержант Рабоче-крестьянской Красной Армии, участник Великой Отечественной войны, Герой Советского Союза (1945).

## Биография
Гай Головинский родился 22 марта 1926 года в селе Успенка Бурынского района Сумской области Украинской ССР в крестьянской семье. Окончил семь классов школы. В октябре 1943 года Головинский был призван на службу в Рабоче-крестьянскую Красную Армию. Учился в полковой школе. С января 1944 года — на фронтах Великой Отечественной войны. Принимал участие в боях на Центральном и 3-м Белорусском фронтах. К весне 1945 года младший сержант Гай Головинский командовал отделением 690-го стрелкового полка 126-й стрелковой дивизии 54-го стрелкового корпуса 43-й армии 3-го Белорусского фронта. Отличился во время штурма Кёнигсберга.
В ходе боёв за Кёнигсберг 8 апреля 1945 года отделение Головинского уничтожило около 30 и взяло в плен более 75 солдат и 3 офицеров противника. Лично уничтожил три огневые точки. В тот день Головинский погиб. Похоронен в братской могиле в Калининграде.
Указом Президиума Верховного Совета СССР от 19 апреля 1945 года за «мужество и отвагу, проявленные при штурме Кёнигсберга» младший сержант Гай Головинский посмертно был удостоен высокого звания Героя Советского Союза. Также был награждён орденом Ленина и медалью. 

## Память
В честь Головинского названа средняя школа в его родном селе, улица в Бурыни, рыболовецкий траулер.